# Furcifer petteri
Furcifer petteri is een hagedis uit de familie kameleons (Chamaeleonidae).

## Naam en indeling
De wetenschappelijke naam van de soort werd voor het eerst voorgesteld door Édouard-Raoul Brygoo en Charles Antoine Domergue in 1966. De naam is vernoemd naar de Franse primatoloog Jean-Jacques Petter. Oorspronkelijk werd de kameleon als ondersoort geclassificeerd en werd de wetenschappelijke naam Chamaeleo willsii petteri en later Furcifer willsii petteri gebruikt. In veel literatuur wordt de soort nog bij het geslacht Chamaeleo gerekend.

## Uiterlijke kenmerken
De mannelijke kameleons worden tussen de zestien en achttien centimeter lang. De lichaamskleur is donkergroen met laterale witte strepen en witte lippen. De vrouwtjes zijn iets kleiner met dezelfde kleur die snel verkleurt als ze opgewonden zijn, naar citroengeel met groene vlekken, twee lichtblauwe stippen aan elke zijde en een rode streep boven op de kop.

## Voorkomen en habitat

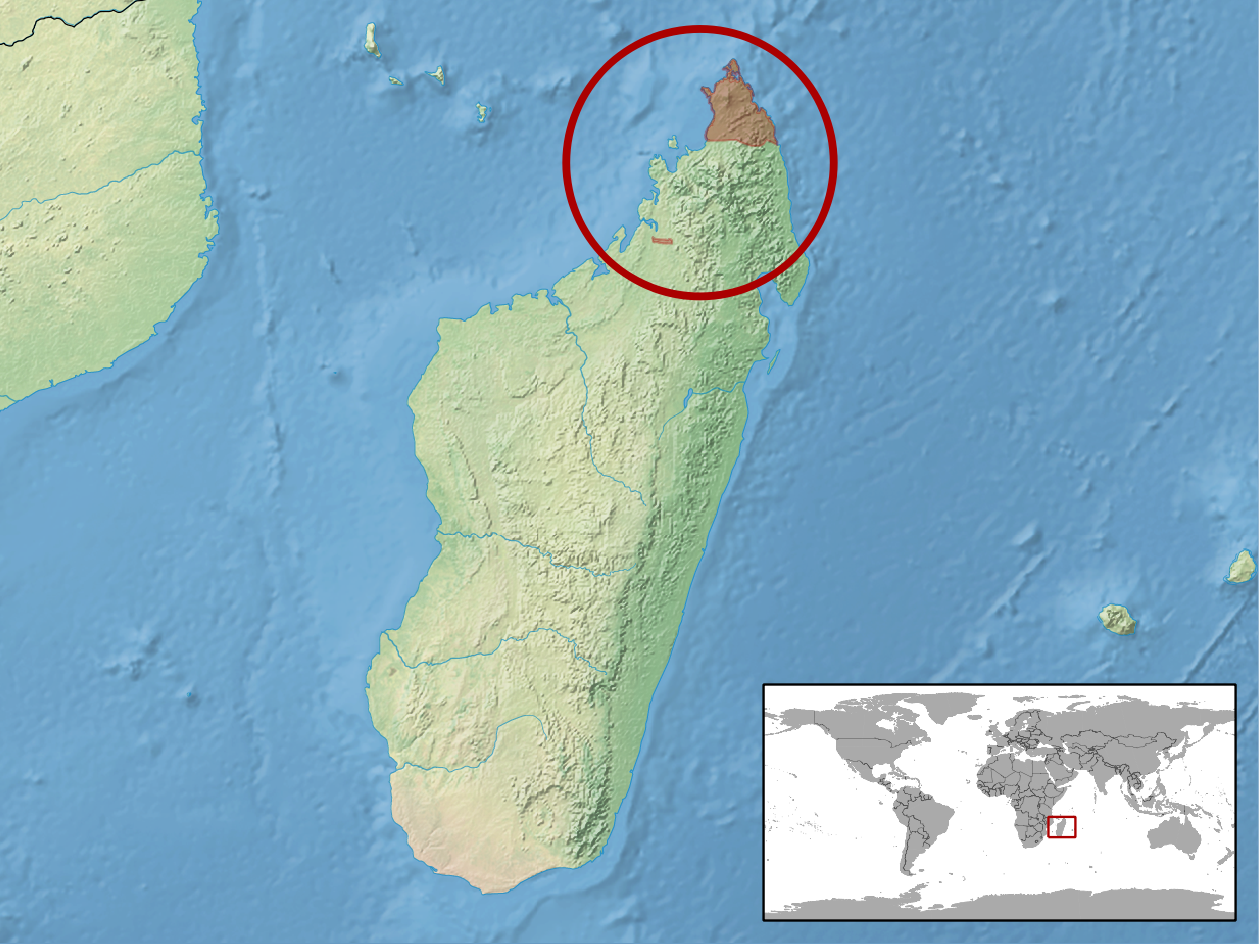
Verspreidingsgebied in het rood.

Deze kameleon is endemisch in het uiterste noorden van Madagaskar, in het oostelijk gedeelte van het Ankaranamassief in het natuurreservaat Ankarana en in het nationaal park Montagne d'Ambre. De hagedis is verspreid aanwezig over een oppervlakte van 11.000 km² op hoogtes tussen 120 en 850 meter boven de zeespiegel.

## Beschermingsstatus
Door de internationale natuurbeschermingsorganisatie IUCN is de beschermingsstatus 'kwetsbaar' toegewezen (Vulnerable of VU).
Het beperkte gebied waar hij aanwezig is wordt bedreigd door houtkap en het hakken en branden van grond voor de landbouw.